# Carolina, Mpumalanga
Carolina, Mpumalanga este un oraș din Africa de Sud.